# 미로슬라프 포타바
미로슬라프 "미르코" 포타바(독일어: Miroslav "Mirko" Votava, 1956년 4월 25일, 프라하 ~)는 독일의 전직 축구 선수이자 감독이다.
지구력과 전술 인지도가 높은 수비형 미드필더로 포타바는 546번의 분데스리가 경기에 출전했고,(은퇴 당시 역대 최다 출장 4위였다) 은퇴할 당시 41세였다. 그는 현역 시절 대부분을 베르더 브레멘에서 보냈는데, 그는 초록 유니폼을 입고 5번의 우승을 거두었으며, 도르트문트에서도 8년을 보냈고, 독일을 떠나 스페인의 아틀레티코 마드리드에서도 3년을 보냈었다.
포타바는 유로 1980에서 서독 국가대표팀 일원으로 참가했다.

## 클럽 경력

### 도르트문트와 아틀레티코 마드리드
체코슬로바키아 프라하 출신인 포타바는 두클라 프라하에서 축구를 시작했다. 그러나, 그의 부모는 프라하의 봄 당시 체코슬로바키아를 떠나 오스트레일리아를 거쳐 서독의 비텐에 정착했다. 그는 이후 1974년부터 도르트문트에서 프로 무대 신고식을 치렀는데, 당시 도르트문트는 2부 리그 소속이었다.
포타바는 분데스리가 첫 시즌에 22경기 출전하여 3골을 기록했는데, 이후 부동의 주전으로 거듭나 1977년부터 1982년까지 단 3경기만을 결장했지만, 단 한 번도 주요 대회에 입상하지 못했다.
그는 이후 아틀레티코 마드리드로 58M Ptas에 이적하여 매트리스 제작자들의 주축 선수로 그가 라 리가에서 3년을 머무는 동안 소속 구단이 최소 4위의 성적을 냈고, 1985년에 코파 델 레이 우승도 거두었다.

### 베르더 브레멘
29세의 포타바는 베르더 브레멘과 계약하여 서독 무대에 복귀해 11년을 보냈고, 이번에도 많은 경기를 결장하지 않았다. 그는 브레멘의 1991-92 시즌 컵위너스컵 우승을 도왔고, 2번의 리그 우승도 달성했다.(우승한 시즌에 도합 65번의 경기에 출전해 5골을 넣었다) 1996년 8월 24일, 40세 121일로, 그는 1-2로 패한 슈투트가르트전에서 리그 역대 최고령 득점자로 이름을 올렸였는데, 이 기록은 2019년 2월 16일에 클라우디오 피사로(득점 당시 40세 136일)가 헤르타 BSC전에서 경신하기 전까지의 기록이었다.
눈에 띄게 기량이 떨어지던 포타바는 1997년 1월 이적 시장에서 브레멘을 떠나 2부 리그의 올덴부르크로 이적해 시즌 끝에 은퇴했는데 소속 구단은 이 시즌에 리그 최하위를 차지했다. 프로 무대를 23년 동안 누빈 포타바는 퇴장당한 적이 없었다.
포타바는 이후 감독일을 시작했는데, 은퇴한 올덴부르크를 시작으로 메펜을 지도했는데, 두 구단 모두 지역 리그 소속이었다. 2002년 말부터 2004년 초까지, 그는 2부 리그의 우니오 베를린 지휘봉을 잡았고, 이후 베르더 브레멘의 유소년부 감독으로 복귀했다(그는 앞서 구단의 스카우터로도 활동했었다.)

## 국가대표팀 경력
포타바는 서독 국가대표팀 합류를 선택해 1979년 11월 21일에 3-1로 이긴 소련과의 원정 친선경기에서 15분 출전하며 국가대표팀 첫 경기를 치렀다. 그는 이어 4번의 국가대표팀 경기에 더 출전했는데, 서독이 우승을 거둔 유로 1980에서는 득점 없이 비긴 그리스와의 조별 리그 경기에 출전했다.

## 수상
아틀레티코 마드리드
- 코파 델 레이: 1984-85[11]

베르더 브레멘
- 분데스리가: 1987–88, 1992–93
- DFB-포칼: 1990–91, 1993–94;[9]
- 컵위너스컵: 1991–92[5]
- DFL-슈퍼컵: 1988,[12] 1993,[13] 1994[14]

서독
- 유럽 선수권 대회: 1980[9]